# Еуфорија (ТВ серија)
Еуфорија (енгл. Euphoria) америчка је телевизијска серија коју је створио Сем Левинсон за HBO. Темељи се на истоименој израелској мини-серији чији су аутори Рон Лешем и Дафна Левин. Серија прати Ру Бенет (Зендеја), тинејџерку и зависницу од дроге која се бори да пронађе своје место у свету, као и групу средњошколаца кроз своја искуства идентитета, трауме, дроге, самоповређивања, породице, пријатељства, љубави и секса.
Извршни продуценти серије су Левинсон, Дрејк, Зендеја, Рон Лешем и Гари Ленон. Снима се у Лос Анђелесу и Калвер Ситију. Добила је углавном позитивне рецензије критичара, уз посебне похвале за фотографију, музику, глумачку поставу и приступ зрелој теми. Поједини критичари су сматрали голотињу и сексуални садржај претераним због средњошколског окружења и тинејџерских ликова. Четврта је серија по гледаности коју је емитовао HBO, иза серија Игра престола, The Last of Us и Кућа змаја. Њен успех је довео до настанка серије Идол.
Премијера је емитована 16. јуна 2019. Два једносатна специјала приказана су у децембру 2020. и јануару 2021. Премијера друге сезоне је емитована 9. јануара 2022. У фебруару 2023. наручена је трећа сезона. Снимање треће сезоне је првенствено обустављено због штрајка из 2023. и неочекиване смрти глумца Ангуса Клауда и извршног продуцента Кевина Турена. Првобитно се очекивало ће продукција треће сезоне започети у децембру 2023, али је на крају почела у јануару 2025.
Серија је освојила бројна признања, а такође је била номинована за Еми за најбољу драмску серију. Зендеја је за своју улогу освојила две награде Еми за програм у ударном термину, као и по једну Телевизијску награду по избору критичара и Златни глобус.

## Радња
Серија прати 17-годишњу Ру Бенет (Зендеја), зависницу која је недавно изашла са одвикавања и покушава да пронађе смисао у животу. Њен живот се драматично мења када упозна Џулс Вон, трансродну девојку која се недавно доселила у град, након што су јој се родитељи развели. Као и Ру, Џулс покушава да пронађе своје место у свету. Део Руиног друштва чине и њени пријатељи из школе: Нејт Џејкобс, спортиста чији проблеми са агресивношћу маскирају његову сексуалну несигурност; Меди Перез, Нејтова девојка са којом стално раскида; Крис Макај, фудбалска звезда која се после средње школе тешко навикава на колеџ; Кеси Хауард, коју прогоне сексуални скандали из прошлости; Лекси Хауард, Кесина млађа сестра и Руина рационална другарица из детињства; и Кет Хернандез, тинејџерка која је свесна свог тела и воли да истражује сексуалност.

## Улоге
- Зендеја као Руби „Ру” Бенет, тинејџерка која се лечи од дроге и која је тек изашла са одвикавања, док се бори да пронађе своје место у свету. Такође је нараторка серије.[3]
- Мод Апатоу као Лекси Хауард, Руина најбоља пријатељица из детињства и Кесина млађа сестра.
- Ангус Клауд као Феско, локални дилер дроге близак Ру.
- Ерик Дејн као Кал Џејкобс, Нејтов строги, захтевни отац са двоструким животом.
- Алекса Деми као Меди Перез, Нејтова повремена девојка.
- Џејкоб Елорди као Нејт Џејкобс, средњошколски спортиста чији проблеми беса маскирају његову сексуалну несигурност.
- Барби Фереира као Кет Ернандез, девојка која се бори за позитивност тела док истражује своју сексуалност.
- Ника Кинг као Лесли Бенет, Руина и Џијина мајка.
- Сторм Рид као Џија Бенет, Руина млађа сестра.
- Хантер Шафер као Џулс Вон, трансродна девојка која улази у турбулентну везу са Ру након пресељења у град.
- Алџи Смит као Кристофер Макај, млади фудбалер и Кесин бивши дечко који има потешкоћа да се прилагоди колеџу.[в]
- Сидни Свини као Кеси Хауард, Лексина старија сестра и Макајева бивша девојка са злогласном сексуалном прошлошћу која је и даље прогања.
- Колман Домиго као Али Мухамед („Trouble Don't Last Always”; споредна улога у 1. сезони—данас),[4] човек који се опоравља од поремећаја употребе психоактивних супстанци, док често говори на Руиним састанцима Анонимних зависника и касније постаје њен спонзор.
- Џевон Волтон као Ештреј (2. сезона; споредна улога у 1. сезони), Фесов „млађи брат” и дилер дроге.
- Остин Абрамс као Итан Дејли (2. сезона; споредна улога у 1. сезони), Кетина симпатија.
- Доминик Фајк као Елиот (2. сезона), Руин нови пријатељ, који стаје између ње и Џулс.

## Епизоде
| Сезона | Сезона    | Епизоде | Епизоде | Оригинално емитовање | Оригинално емитовање |
| Сезона | Сезона    | Епизоде | Епизоде | Премијера            | Финале               |
| ------ | --------- | ------- | ------- | -------------------- | -------------------- |
|        | 1.        | 8       | 8       | 16. јун 2019.        | 4. август 2019.      |
|        | Специјали | 2       | 2       | 6. децембар 2020.    | 24. јануар 2021.     |
|        | 2.        | 8       | 8       | 9. јануар 2022.      | 27. фебруар 2022.    |

### 1. сезона (2019)
| Бр. еп. (укупно) | Бр. еп. (у сезони) | Наслов | Редитељ         | Сценариста   | Истакнути лик(ови) | Премијера       | Гледаност у САД (милиони) |
| ---------------- | ------------------ | ------ | --------------- | ------------ | ------------------ | --------------- | ------------------------- |
| 1                | 1                  |        | Огастин Фризел  | Сем Левинсон | Ру Бенет           | 16. јун 2019.   | 0,577                     |
| 2                | 2                  |        | Сем Левинсон    | Сем Левинсон | Нејт Џејкобс       | 23. јун 2019.   | 0,574                     |
| 3                | 3                  |        | Сем Левинсон    | Сем Левинсон | Кет Хернандез      | 30. јун 2019.   | 0,493                     |
| 4                | 4                  |        | Сем Левинсон    | Сем Левинсон | Џулс Вон           | 7. јул 2019.    | 0,609                     |
| 5                | 5                  |        | Џенифер Морисон | Сем Левинсон | Меди Перез         | 14. јул 2019.   | 0,579                     |
| 6                | 6                  |        | Пипа Бјанко     | Сем Левинсон | Крис Макај         | 21. јул 2019.   | 0,569                     |
| 7                | 7                  |        | Сем Левинсон    | Сем Левинсон | Кеси Хауард        | 28. јул 2019.   | 0,549                     |
| 8                | 8                  |        | Сем Левинсон    | Сем Левинсон | —                  | 4. август 2019. | 0,530                     |

### Специјали (2020—2021)
| Бр. еп. (укупно) | Бр. еп. (у сезони) | Наслов | Редитељ      | Сценариста                  | Истакнути лик(ови) | Премијера         | Гледаност у САД (милиони) |
| ---------------- | ------------------ | ------ | ------------ | --------------------------- | ------------------ | ----------------- | ------------------------- |
| 9                | 1                  |        | Сем Левинсон | Сем Левинсон                | Ру Бенет           | 6. децембар 2020. | 0,236                     |
| 10               | 2                  |        | Сем Левинсон | Сем Левинсон и Хантер Шафер | Џулс Вон           | 24. јануар 2021.  | 0,109                     |

### 2. сезона (2022)
| Бр. еп. (укупно) | Бр. еп. (у сезони) | Наслов | Редитељ      | Сценариста   | Истакнути лик(ови) | Премијера         | Гледаност у САД (милиони) |
| ---------------- | ------------------ | ------ | ------------ | ------------ | ------------------ | ----------------- | ------------------------- |
| 11               | 1                  |        | Сем Левинсон | Сем Левинсон | Феско О’Нил        | 9. јануар 2022.   | 0,254                     |
| 12               | 2                  |        | Сем Левинсон | Сем Левинсон | —                  | 16. јануар 2022.  | 0,279                     |
| 13               | 3                  |        | Сем Левинсон | Сем Левинсон | Кал Џејкобс        | 23. јануар 2022.  | 0,264                     |
| 14               | 4                  |        | Сем Левинсон | Сем Левинсон | —                  | 30. јануар 2022.  | 0,318                     |
| 15               | 5                  |        | Сем Левинсон | Сем Левинсон | Ру Бенет           | 6. фебруар 2022.  | 0,353                     |
| 16               | 6                  |        | Сем Левинсон | Сем Левинсон | —                  | 13. фебруар 2022. | 0,283                     |
| 17               | 7                  |        | Сем Левинсон | Сем Левинсон | Лекси Хауард       | 20. фебруар 2022. | 0,350                     |
| 18               | 8                  |        | Сем Левинсон | Сем Левинсон | —                  | 27. фебруар 2022. | 0,625                     |